# John DeLorean
John Zachary DeLorean, né le 6 janvier 1925 à Détroit (Michigan) et mort le 19 mars 2005 à Summit (New Jersey), est un industriel américain.

## Biographie
Né à Détroit (Michigan) le 6 janvier 1925, John DeLorean est l'aîné des quatre fils de Zaharia Delureanu, immigré roumain venu de Șugag en Transylvanie (alors austro-hongroise), naturalisé américain comme Zachary Delorean, et marié à Ecaterina Pribac naturalisée Kathryn Pribak, originaire de Gătaia dans la Banat (également dans la partie hongroise de l'Autriche-Hongrie à l'époque : c'est pourquoi dans certaines fiches le couple Delorean-Pribak est identifié comme « hongrois »). Pour son nom, John se mit à utiliser une forme plus aristocratique : « De Lorean » avec une espace. 

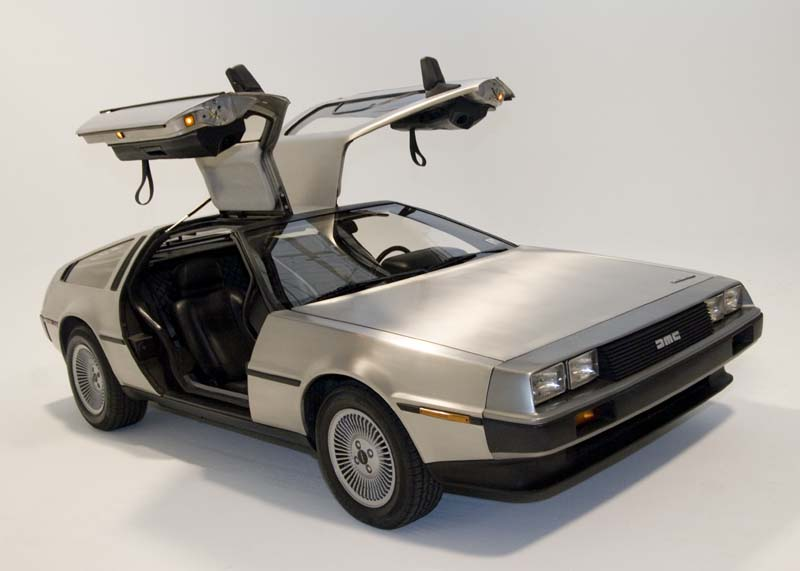
La DeLorean DMC-12, conçue à partir de 1978.

John DeLorean devient directeur général de Pontiac en 1965 et de Chevrolet en 1969, puis vice-président de General Motors en 1972 avant de créer sa propre DeLorean Motor Company (DMC) en 1975. La fabrication du modèle DeLorean DMC-12 eut lieu entre 1981 et 1983 dans une usine construite à partir de 1978 à Dunmurry, banlieue de Belfast en Irlande du Nord. Pendant la période de fonctionnement de sa société, John a utilisé exclusivement le nom « De Lorean » dans le cadre professionnel. Les médias ont diffusé la forme « DeLorean » sans espace mais avec une majuscule à Lorean, qui n'est pas un nom de lieu, delureanu évoquant simplement « des collines » en roumain. Dans les documents écrits, une demi-espace est le plus souvent utilisée entre les deux parties du nom — il en va de même pour les représentations stylisées et sur les voitures elles-mêmes. 
En octobre 1982, John est arrêté pour un trafic de cocaïne, auquel il était accusé de s'être livré pour pallier les difficultés financières de l'entreprise. Il est libéré à la suite d'un non-lieu, le jury estimant, comme la défense, qu'il s'agissait d'un piège tendu par le FBI qui le soupçonnait mais sans preuves.
John DeLorean meurt à l'âge de 80 ans à l'hôpital de Summit (New Jersey) le 19 mars 2005 d'un accident vasculaire cérébral. Ses cendres sont inhumées au White Chapel Cemetery de Troy (Michigan). Sur sa pierre tombale est gravée une DeLorean DMC-12 avec les portières levées.

## Filmographie

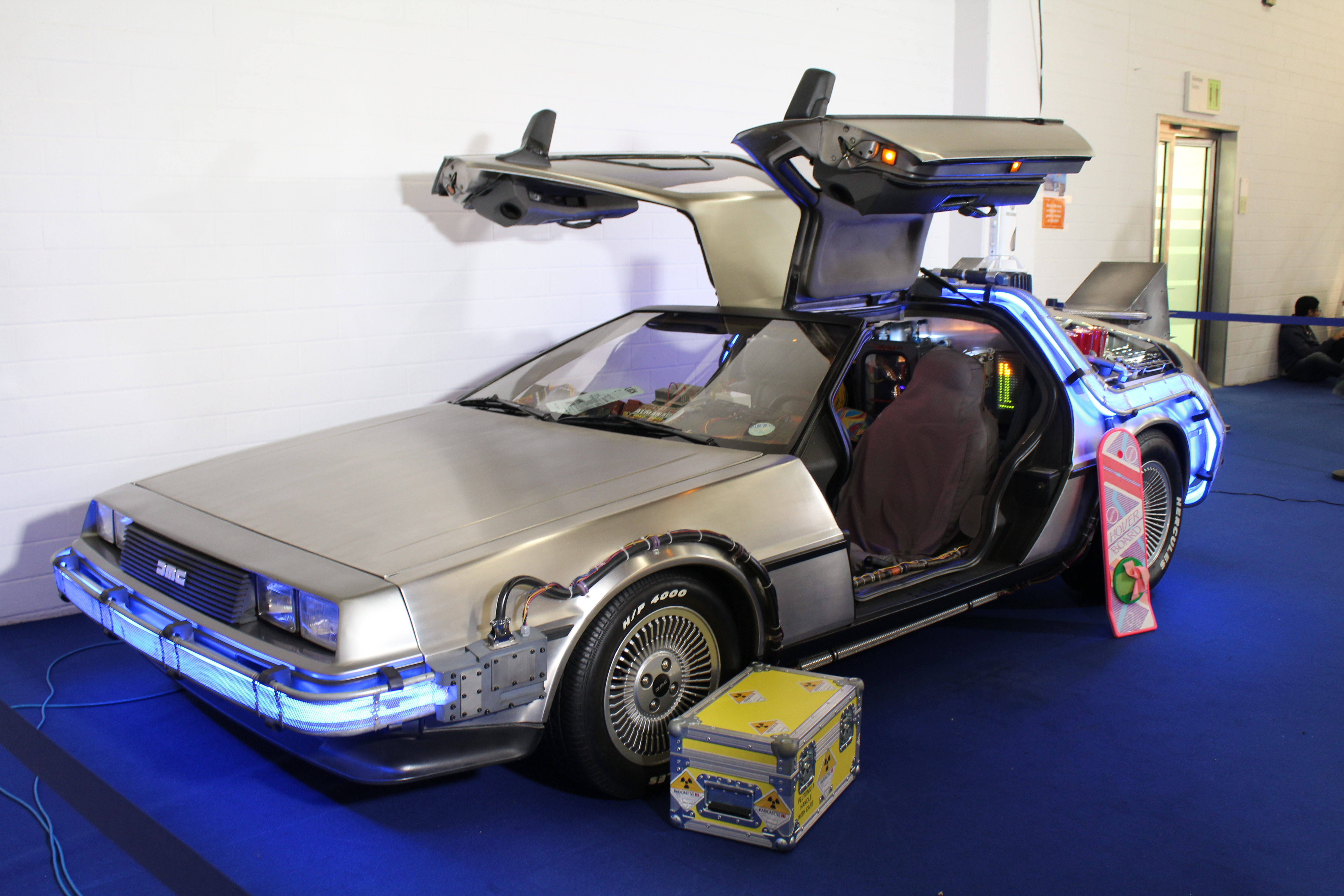
La DeLorean DMC-12 de Retour vers le futur 2.

- La DeLorean DMC-12 sera rendue célèbre par les films de la trilogie Retour vers le futur.
- D.A. Pennebaker a consacré un documentaire (DeLorean, 1981) à DeLorean.
- Dans Driven (Nick Hamm, 2018), Lee Pace incarne John DeLorean.
- Dans Framing John DeLorean (it) (2019), Alec Baldwin joue le rôle de John DeLorean.